# Euryphura achlys
Euryphura achlys (Hopffer, 1855), là một loài bướm ngày thuộc họ family Nymphalidae. It is known as the Forest Green Butterfly or Mottled-green Nymph. The miền nam most limit is Ongoye Forest, Nam Phi. Nó cũng được tìm thấy ở forests of miền đông Zimbabwe và in Mozambique và Kenya.
Sải cánh dài 48–55 mm đối với con đực và 55–65 mm đối với con cái. Con trưởng thành bay quanh năm, but mainly từ tháng 3 đến tháng 6.
Larval food plants are the Common Coca Tree (Erythroxylum emarginatum) và Craibia brevicaudata.